# Frederik Sigismund van Pruisen
Joachim Victor Willem Leopold Frederik Sigismund van Pruisen (Berlijn, 17 december 1891 - Luzern, 6 juli 1927) was een Duitse prins uit het huis Hohenzollern, militair en ruiter.

## Levensloop
Frederik Sigismund was de oudste zoon van prins Frederik Leopold van Pruisen uit diens huwelijk met Louise van Sleeswijk-Holstein-Sonderburg-Augustenburg, dochter van hertog Frederik van Sleeswijk-Holstein-Sonderburg-Augustenburg. Op 27 april 1916 huwde hij op het jachtslot van Glienicke met Marie van Schaumburg-Lippe (1897-1938), dochter van prins Frederik van Schaumburg-Lippe. Het echtpaar resideerde in de villa van Diringshofen in Neu Fahrland, een deelgemeente van Potsdam  Ze kregen twee kinderen:
- Louise Victoria (1917-2009), huwde met Hans Reinhold
- Frederik Karel (1919-2006), huwde eerst met Hermione Morton Stuart en daarna met Adelheid van Bockum-Dolffs

Net als alle mannelijke leden van het Pruisische koningshuis kreeg hij op zijn tiende de rang van luitenant in het Eerste Garderegiment te Voet, zonder actieve dienst bij de troepen te vervullen. Uiteindelijk behaalde hij de rang van à la suite. Tijdens de Eerste Wereldoorlog vervulde hij als ritmeester actieve militaire dienst in het tweede huzarenregiment Koningin Victoria van Pruisen. Na het harde leven aan het front liet Frederik Sigismund zich overplaatsen naar de luchtmacht, waar hij het bracht tot leider van een veldvliegtuigenafdeling. 
Frederik Sigismund en zijn echtgenote hadden een grote passie voor paardrijden. Na het einde van de Eerste Wereldoorlog en de ineenstorting van het keizerrijk Duitsland in 1918 legde hij zich toe op de paardensport en volgde hij een opleiding tot dressuur- en terreinruiter. In 1924 gold hij als kampioen in de Duitse toernooisport en hij zou Duitsland vertegenwoordigen bij de Olympische Zomerspelen van 1928 in Amsterdam. Op 5 juli 1927 nam hij in het Zwitserse Luzern deel aan een dressuurtraining ter voorbereiding op de Spelen. Bij een sprong over een watergracht ging het echter fout: Frederik Sigismund kwam ongelukkig ten val met zijn paard en werd zwaargewond overgebracht naar een vlakbij gelegen ziekenhuis. Een noodoperatie mocht niet meer baten, een dag later bezweek hij op 35-jarige leeftijd aan zijn verwondingen. Hij werd bijgezet in de grafkelder van zijn familie in het park van Klein Gienicke. Zijn weduwe en twee jonge kinderen bleven na zijn dood op de villa van Diringshofen wonen.